# Slunce z Verginy

Vlajka Severní Makedonie v letech 1992–1995

Vlajka Severní Makedonie od roku 1995

Slunce z Verginy (řecky Ήλιος της Βεργίνας; Ilios tis Vergínas) je paprsčitý sluneční symbol, který se poprvé objevil ve starověkém řeckém umění. Slunce má šestnáct trojúhelníkových paprsků. První užití tohoto symbolu je doloženo z 16. století př. n. l., na svých štítech a zbroji ho nosili hoplíté. Stejný symbol byl používán na mincích z ostrovního i pevninského Řecka nejméně od 5. století př. n. l. Možná představoval boha slunce Hélia. Symbol je pojmenovaný po malém městě Vergina v severním Řecku (ve starověku zde bylo hlavní město Makedonského království Aigai), poté co zde byl objeven na mnoha archeologických vykopávkách na konci 70. let 20. století. Uvažovalo se, že by mohlo jít o královský symbol dynastie Argeovců, zvláště poté, co byl objeven na zlatém larnaxu nalezeném v královské hrobce ze 4. století př. n. l., která patřila buď Filipovi II., nebo Filipovi III. (byl proto také někdy nazýván „Argeovská hvězda“). Jako takový se stal symbol populární mezi makedonskými Řeky od 80. let 20. století, ale začal se šířit i jako nacionalistický symbol mezi Makedonci v bývalé Jugoslávii. 

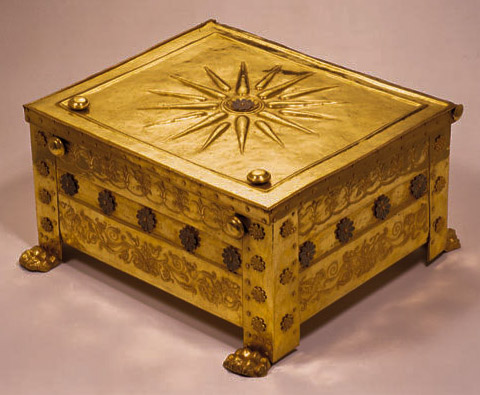
Zlatý larnax z Verginy

V první polovině 90. let se stal předmětem sporu mezi Řeckem a nově vzniklou Republikou Makedonie (nyní Severní Makedonie), která jej přijala a zobrazila na své národní vlajce. V Severní Makedonii je nazýván Slunce z Kutleše (Сонце од Кутлеш). Problém se symbolem měla i tamní národnostní menšina Albánců, pro něž byl příliš etnický. V roce 1995, v důsledku sporu s Řeckem, byla vlajka mladé republiky pozměněna a Slunce z Verginy bylo nahrazeno jiným paprsčitým slunečním symbolem. Dne 17. června 2018 podepsaly obě země prespanskou dohodu, podle níž musí být Slunce z Verginy zcela staženo z veřejného používání v Severní Makedonii. Na začátku července 2019 vláda Severní Makedonie skutečně oznámila úplné odstranění symbolu ze všech veřejných prostranství, institucí a památek v zemi, s výjimkou archeologických nalezišť.
V rámci sporu začal být symbol také mnohem více užíván v řecké Makedonii, obvykle na modrém pozadí. V únoru 1993 schválil řecký parlament návrh zákona, který označil Slunce z Verginy za oficiální řecký národní symbol. Stalo se oficiálním znakem tří správních oblastí a řady obcí řecké Makedonie, bylo použito na zadní straně řecké mince v hodnotě 100 drachem z let 1990–2001, je umístěn v levém dolním rohu řeckého řidičského průkazu a na řeckých pasech tvoří vodoznak. K symbolu se částečně hlásí i Arumuni.